# Oktiábrskaya-Koltsevaya
Oktyabrskaya (en ruso: Октя́брьская) es una estación en la Línea Koltsevaya del Metro de Moscú. Su arquitecto, L.M. Polyakov, ganó el Premio Estatal de la URSS por su diseño, el cual celebra la victoria soviética en la Gran Guerra Patria. Oficialmente inaugurada como Kaluzhskaya, la estación de metro se caracteriza por columnas cuadradas recubiertas con [mármol] y decoradas con rejillas de ventilación y lámparas de aluminio anodizado que simulan antorchas. El techo está adornado con bajorrelieves que conmemoran la victoria soviética, al igual que en el interior del vestíbulo. Las paredes están recubiertas de azulejos color crema.
El vestíbulo de la estación de metro Oktyabrskaya está situado en el lado oeste de Leninskiy Prospekt justo al sur de Sadovoye Koltso en Kaluzhskaya Ploshchad (de ahí su nombre original) fue originalmente una estructura independiente hasta que a finales de los 1980 un nuevo edificio, el Instituto del Acero y las Aleaciones de Moscú, fue construido a su alrededor. La fachada del vestíbulo está decorada con relieves de un soldado y un civil con trompetas, proclamando la victoria soviética en la guerra. La estación de metro de Oktyabrskaya abrió al público el 1 de enero de 1950.

## Conexiones
Desde esta estación de metro, es posible hacer transbordo a la estación de metro Oktiábrskaya en la Línea Kaluzhsko-Rízhskaya.

## Imágenes de la estación
- Wikimedia Commons alberga una galería multimedia sobre Oktiábrskaya-Koltsevaya.

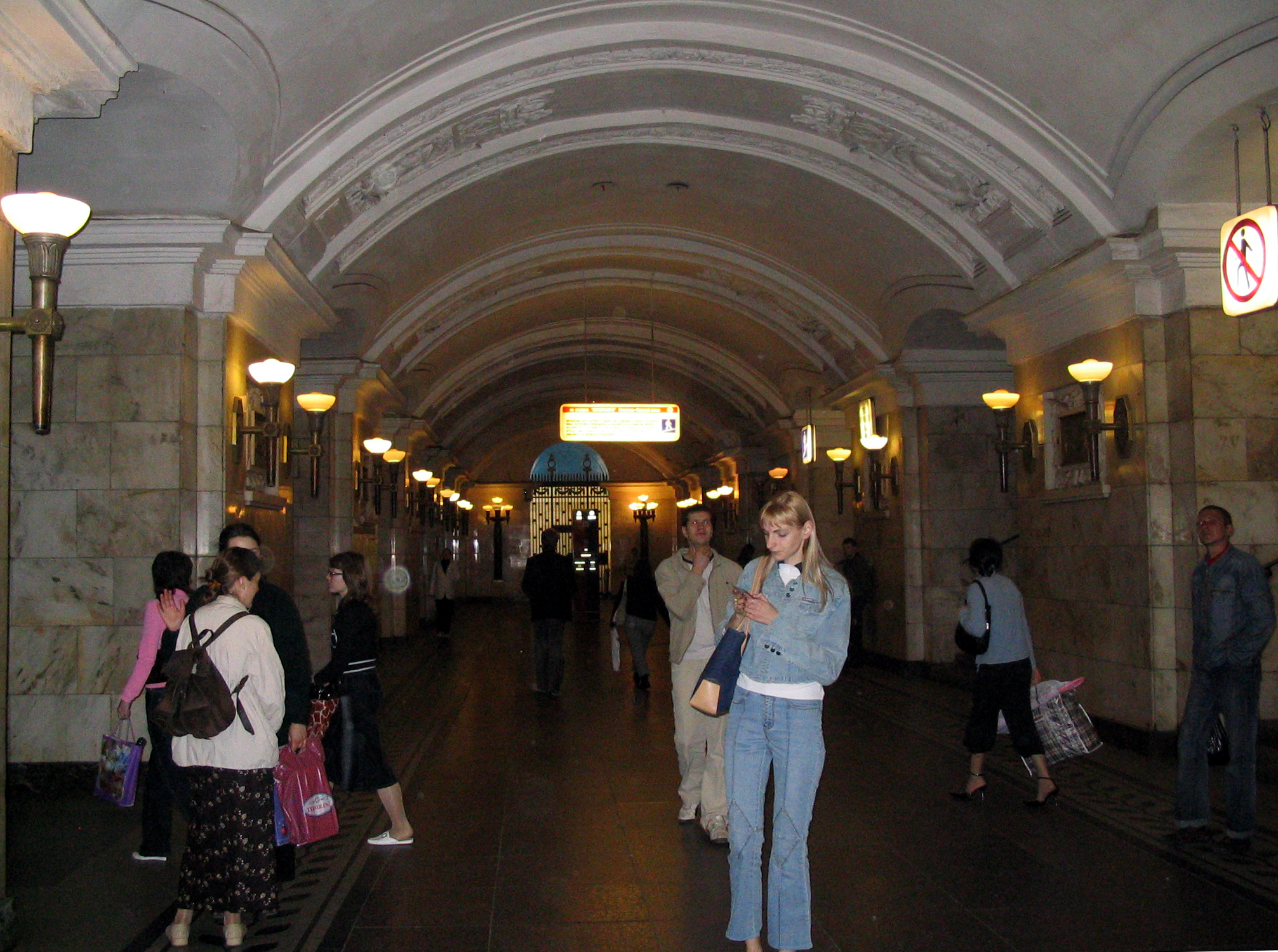
Estación de metro Oktyabrskaya-Koltsevaya, con las lámparas a lo largo de ambos lados.